# The Ghost of Twisted Oaks
The Ghost of Twisted Oaks er en amerikansk stumfilm fra 1915 af Sidney Olcott.

## Medvirkende
- Valentine Grant som Mary Randall.
- Florence Walcott som Mrs. Randall.
- James Vincent som Jack Carlton.
- Arthur Donaldson som Arthur Donaldson.